# Marek Harat
Marek Harat (ur. 1958 w Libiążu) – polski neurochirurg, profesor nauk medycznych (2002, doktorat 1988, habilitacja 1997), pułkownik rezerwy. W 1993 r. odbył staż w Kanadzie, m.in. w Toronto Western Hospital. Autor szeregu publikacji oraz nowatorskich zabiegów neurochirurgicznych (również psychochirurgicznych), w tym związanych z głęboką stymulacją mózgu. Promotor oraz recenzent prac doktorskich. Konsultant Kliniczny w dziedzinie neurochirurgii w 10 Wojskowym Szpitalu Klinicznym z Polikliniką w Bydgoszczy, w którym przez ponad 30 lat kierował Kliniką Neurochirurgii. Pracuje również w Collegium Medicum w Bydgoszczy Uniwersytetu Mikołaja Kopernika w Toruniu. Odznaczony Brązowym Krzyżem Zasługi (2004).
W 2018 został wyróżniony tytułem "Promotor Polski", przyznanym przez Zarząd Fundacji Godła Promocyjnego „Teraz Polska” w uznaniu za dokonania na polu neurochirurgii.
W 2024 otrzymał tytuł doktora honoris causa Politechniki Bydgoskiej.
Publikacje książkowe:
- Harat M. (red.) Neurochirurgia czynnościowa. Wyd. NEXT, Bydgoszcz 2007. ISBN 978-83-926225-0-5.